# مارك بارنز (لاعب دوري الرغبي)
مارك بارنز (بالإنجليزية: Mark Barnes)‏ هو لاعب دوري الرغبي أسترالي، ولد في 20 سبتمبر 1968 في أستراليا.